# Università degli Studi di Perugia
L'Università degli Studi di Perugia (in latino Studium Generale Civitatis Perusii; acron. UniPG) è un'università statale italiana fondata nel 1308, uno degli atenei più antichi d'Italia e del mondo.

## Identità visiva

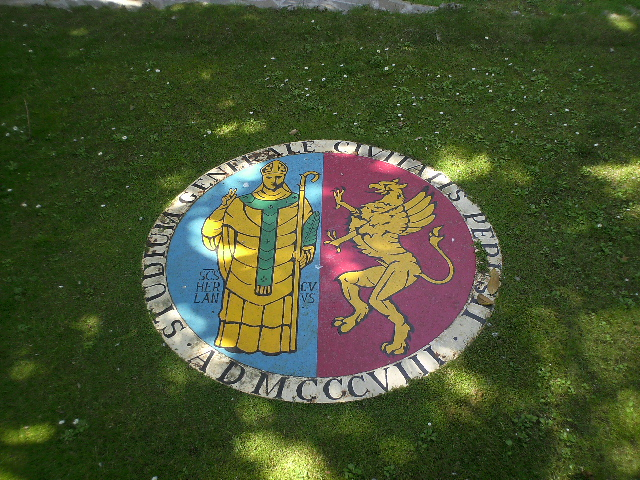
Il logo dell'università nell'Orto medievale di san Pietro, dipartimento di scienze agrarie, alimentari ed ambientali.

L'emblema ufficiale dell'Università ritrae a sinistra, su sfondo blu, Sant'Ercolano, uno dei santi protettori della città, e a destra, su sfondo rosso, il grifo, simbolo della città. Rappresentano rispettivamente i poteri ecclesiastici e civili, che diedero lustro all'Ateneo durante il Medioevo. Venne creato a seguito della disposizione del Ministero della pubblica istruzione emessa nel 1925, con la quale si richiese a tutti gli atenei nazionali di dotarsi di un proprio sigillo riproducente lo stemma storico. Nel secondo dopoguerra fu realizzato un nuovo sigillo circolare bipartito, nel quale recentemente è stata apposta la scritta circolare Studium Generale Civitatis Perusii A.D. MCCCVIII.

## Storia
Fu una tra le prime libere università sorte in Italia, eretta a Studium Generale l'8 settembre 1308, come attesta la bolla papale Super specula di Clemente V. Un'istituzione che educava alle arti della medicina e della legge esisteva comunque sin dagli inizi del Duecento, finanziata principalmente dal comune di Perugia. Prima del 1300 si attesta le presenza di diverse universitates scholarium. Il giurista civile Iacopo da Belviso vi insegnò dal 1316 al 1324. Il 1º agosto del 1318 papa Giovanni XXII diede all'Università il diritto di conferire lauree in legge civile e canonica, ed il 18 febbraio 1328 in medicina e nelle arti.
Il 19 maggio 1355 l'imperatore Carlo IV promulgò un editto a rafforzare le bolle papali e ad elevare l'Università al rango di imperiale, al fine di favorire la rinascita della città dopo le ondate pestilenziali degli anni 1348-49. Nel 1362 fu fondato dal cardinale Niccolò Capocci il Collegium Gregorianum (successivamente rinominato "Sapienza vecchia"), che all'atto della costituzione poteva ospitare sino a quaranta giovani. In visita alla città l'11 ottobre 1371, Gregorio XI elevò la neonata facoltà di teologia al livello di Studium Generale. Questa facoltà venne soppressa, e le sue proprietà consegnate all'università, nel 1811. Nel 1426 nacque su iniziativa di Benedetto Guidalotti, vescovo di Recanati, e con l'approvazione di Martino V, il Collegio di San Girolamo.
Durante la repubblica giacobina, nel 1798, l'Università cambiò sede, dalla piazza del Sopramuro (Matteotti), in seguito all'esproprio del vecchio convento olivetano di Montemorcino (1740, Luigi Vanvitelli), dove stabilì la propria residenza. La biblioteca universitaria, istituita nel Trecento, ha un catalogo di oltre 200.000 volumi e antichi testi provenienti soprattutto dalle corporazioni religiose soppresse.
In seguito rinominato Sapienza nuova, si trattava di un ostello gratuito per studenti forestieri che non si potevano pagare gli studi, e si fuse con l'università nel 1829. Con la restaurazione pontificia (1814-1860) la Sapienza Nuova venne riaperta da Pio VII con il nome di Collegio Pio ed il 27 agosto 1824 Leone XII ne fece il collegio principale dell'università. Oltre al futuro papa Giulio III Ciocchi del Monte, laureatosi in giurisprudenza, famosi studenti dell'Ateneo furono San Giovanni da Capestrano, studente di diritto civile e canonico dal 1401 al 1411 e Cesare Borgia, che rimase nella città baglionesca dal 1489 al 1491: rientrato a Roma inviò ai Priori una missiva di elogi per gli studi fatti e per il buon carattere dei perugini.
Con l'Unità d'Italia, nel 1860 l'Università di Perugia fu posta sotto la giurisdizione del Rettore e del consiglio cittadino, che, stabiliti nuovi statuti, modellati su quelli dell'Università di Bologna, li sottopose all'approvazione del governo. Negli anni trenta, grazie a Paolo Orano (1935-1944), prima docente poi rettore dell'ateneo perugino, si aggiunsero, a Giurisprudenza e Medicina e Chirurgia, le Facoltà di Scienze politiche, Medicina veterinaria, Chimica e Agraria.
Durante il rettorato di Giuseppe Ermini (1945-1976) l'Università di Perugia visse un periodo di consolidamento ed espansione con l'istituzione di nuove facoltà: scienze (1957), lettere e filosofia (1958), magistero (1965), ingegneria (1968) – inizialmente solo biennio propedeutico – ed economia (1969).
Dopo l'Università degli Studi di Napoli Federico II, nel gennaio 2024 è stato uno dei primi atenei in Italia a dotarsi di un computer quantistico.

## Struttura
Il rettorato e l'amministrazione centrale dell'ateneo hanno sede a Perugia e nell'area cittadina sono dislocati i sedici dipartimenti che erogano la maggior parte dei corsi dell'offerta formativa. Strutture universitarie decentrate sono presenti anche ad Assisi, Foligno, Narni e Terni.
Dipartimenti
A seguito dell'entrata in vigore della riforma Gelmini, dal 1º gennaio 2013 l'Università è suddivisa in quattordici dipartimenti:
- Chimica, biologia e biotecnologie
- Economia
- Filosofia, scienze sociali, umane e della formazione
- Fisica e geologia
- Giurisprudenza
- Ingegneria
- Ingegneria civile e ambientale
- Lettere – lingue, letterature e civiltà antiche e moderne
- Matematica e informatica
- Medicina e Chirurgia
- Medicina veterinaria
- Scienze agrarie, alimentari e ambientali
- Scienze farmaceutiche
- Scienze politiche

Radio
Radiophonica è la radio ufficiale online per studenti e televisione per le università umbre. Nato nel 2008 con il supporto della Regione Umbria e dall'Agenzia per il diritto all'istruzione universitaria dell'Umbria ADISU insieme all'Associazione culturale L'Officina Musicale. L'emittente è associata al network RadUni.